# 壓路機

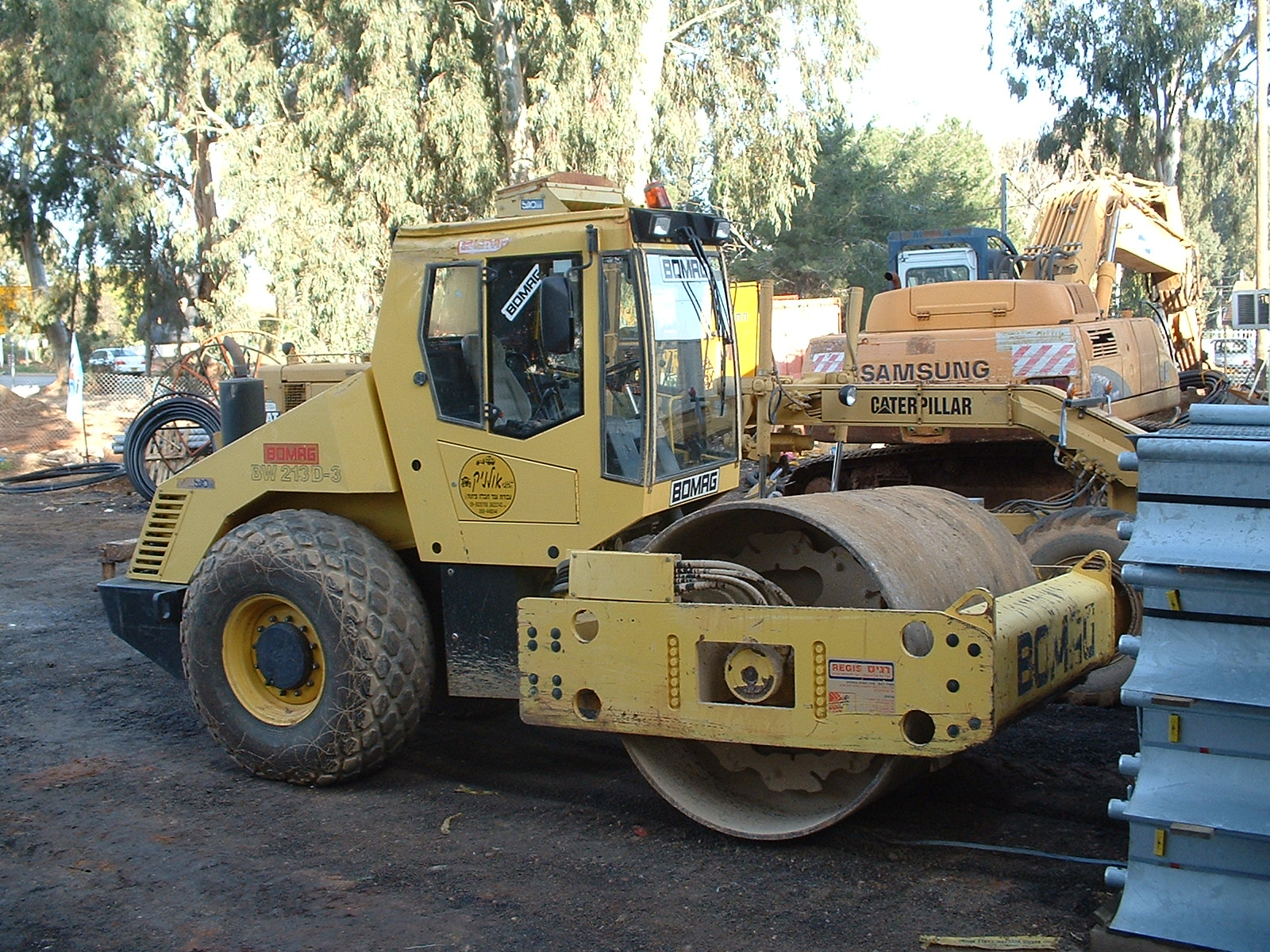
德國BOMAG製造的壓路機

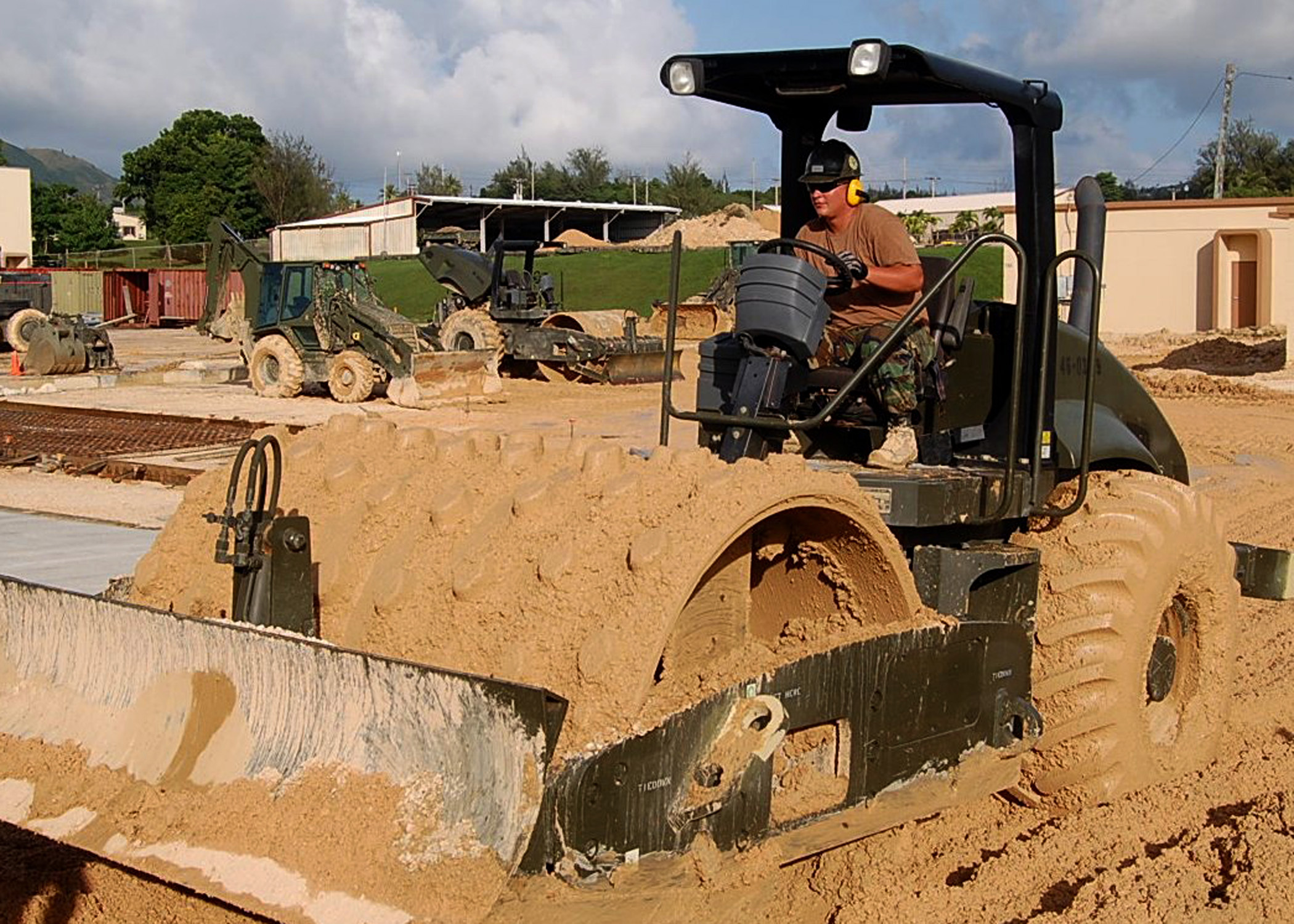
約翰‧迪爾的壓路機，此機用以在鋪水泥前將路面壓實。

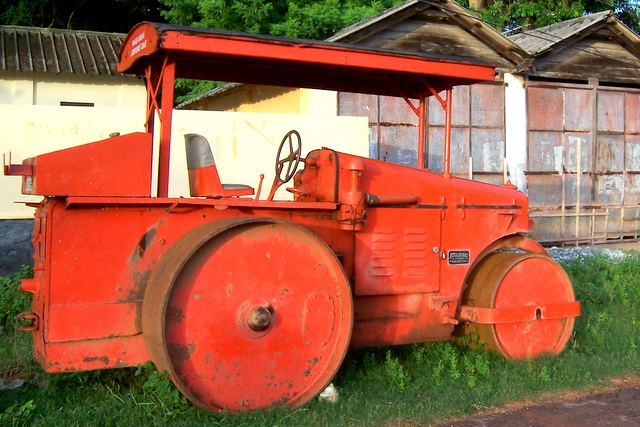
一臺老舊的柴油壓路機。

壓路機（road roller）是用于道路、铁路、机场跑道、大坝、体育场等大型工程的填方压实作业的工程車輛，前後輪有著巨大的滾輪。

## 分类
壓路機有著接地面積的大形車輪。且有五個不同型態的壓路機。分別是二滾輪式・馬達式・三輪式・迷你式・重機式。這五種的大小都不同、且使用方面也有差異。
按照压实原理可分为：
- 静碾压压路机
- 振动压路机
- 冲击压路机

按照碾压表面材质及形状可分为
- 单钢轮
- 双钢轮
- 羊脚轮
- 橡胶轮压路机

## 歷史

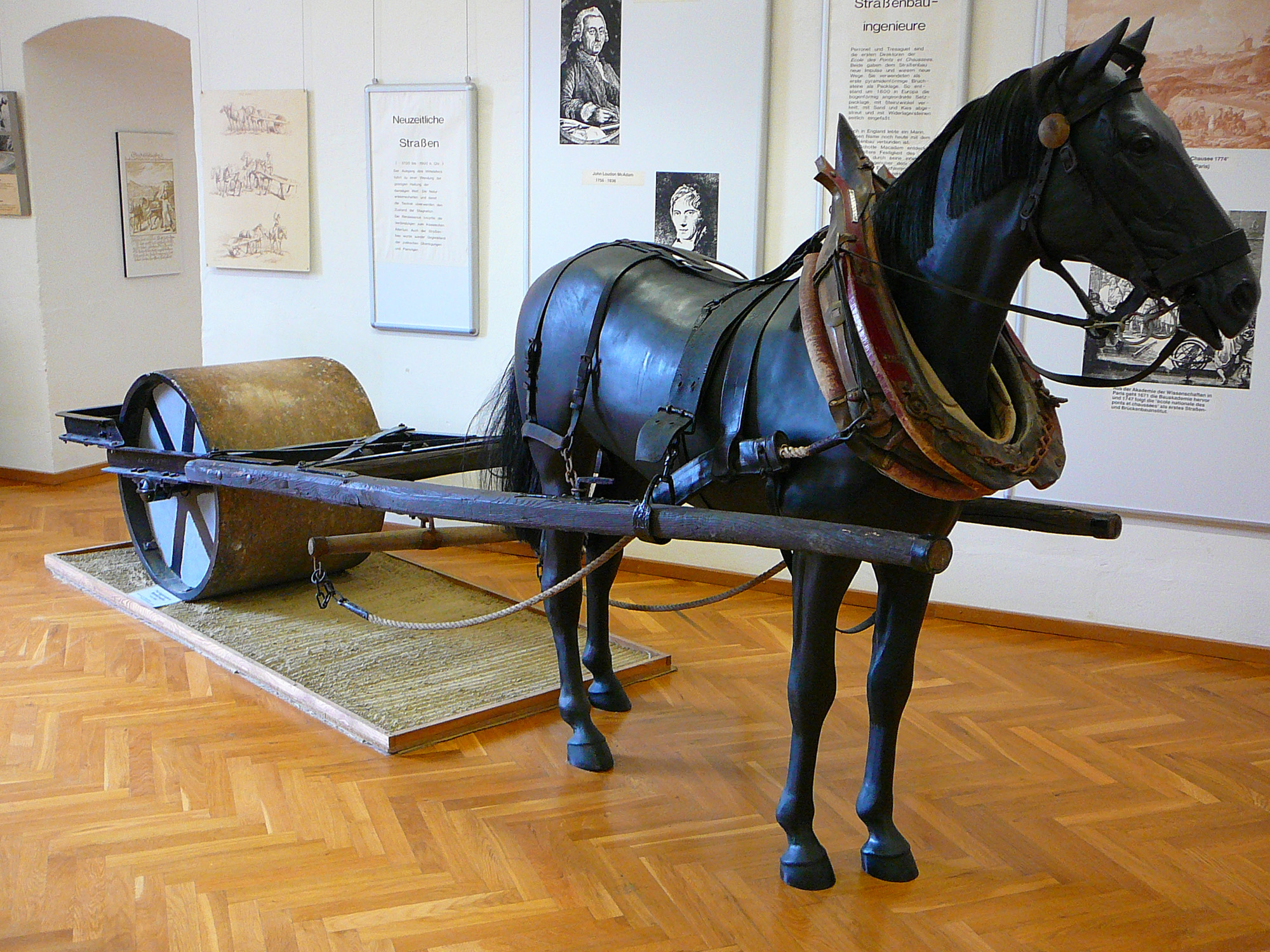
1800年代的馬拉壓路機

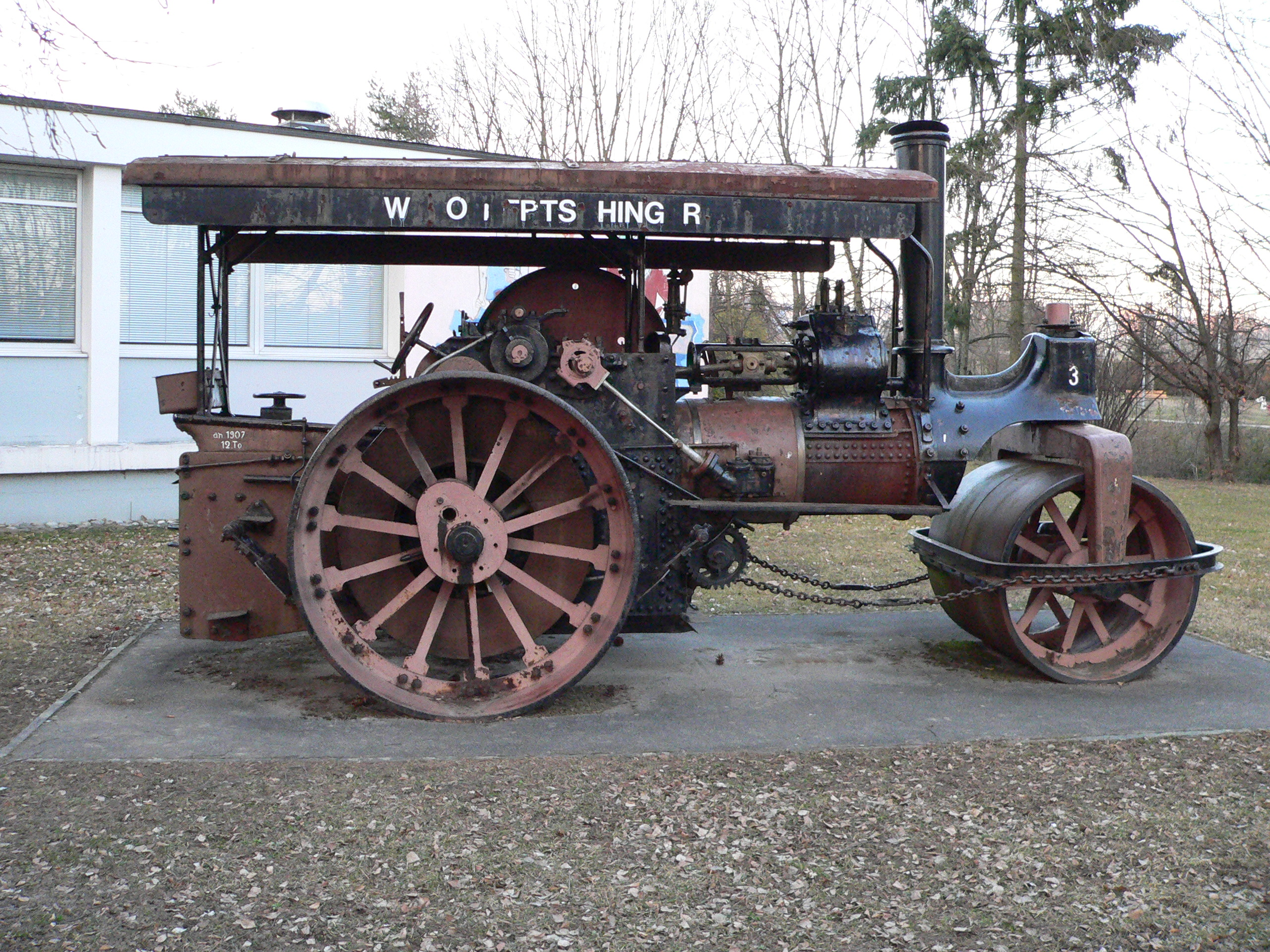
蒸氣引擎壓路機

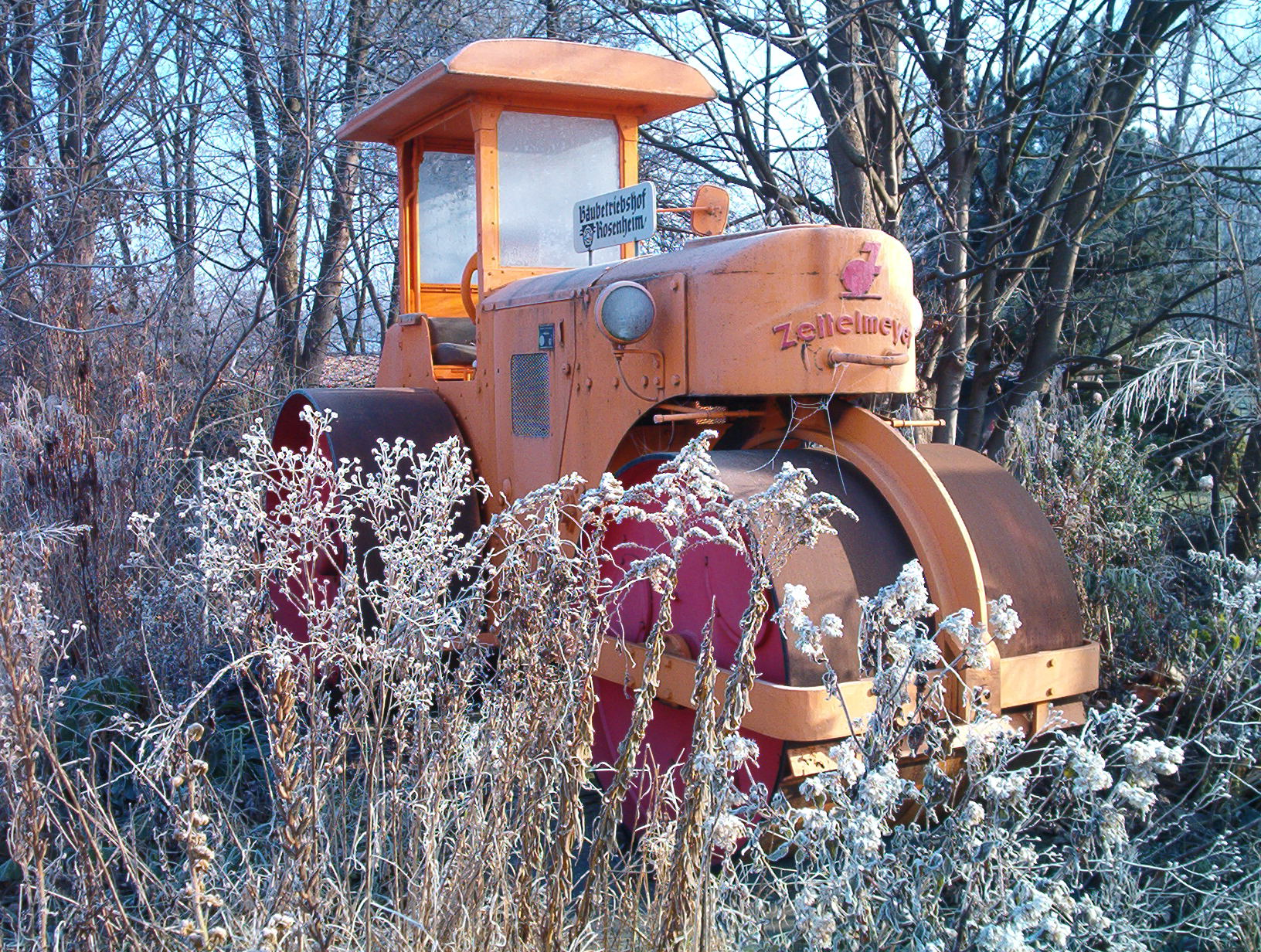
Zettelmeyer柴油引擎壓路機

第一部壓路機是採用獸力(用馬拖拉)，而且可能是由農具借取而來。(參見: 壓輪(農具))
19世紀中葉，蒸氣動力壓路機因為強大的效率(來自重量與本身的動力)，取代了原本的獸力壓路機。單汽缸蒸氣動力壓路機廣泛應用於地基壓密，就如同現今的振動壓路機，利用高引擎轉速與低齒比來驅動曲軸產生振動。1910年左右所發展的雙汽缸(或稱複合式)蒸氣動力壓路機，因為能在熱鋪面上運轉平順，因此受到歡迎。蒸氣動力壓路機可藉齒比調整來執行不同任務。低齒比引擎用於地基壓密，高齒比則可接續在焦油與碎石鋪設後進行碎塊清除。直到1950年代，美國的道路工程公司仍在使用蒸氣動力壓路機，而英國則一直用到1970年初。
到了20世紀，內燃機技術精進，煤油、汽油、柴油動力的壓路機逐漸取代蒸氣動力的機種。第一部內燃機動力的壓路機與傳統蒸氣動力壓路機非常相似，採用相同的機械與傳動機構，以及龐大且外露的正齒輪組連結引擎與滾輪。一開始推出時並沒有得到太多青睞，主要原因是當時的引擎啟動不易(特別是煤油動力引擎)。時至今日，所有壓路機都採用柴油引擎。

### 中国压路机历史
1940年在大连仿制出了中国第一台以蒸汽机为动力的自行式压路机。1952年上海厦门路机械厂（现今的洛阳建筑机械厂）试制成6/8t两轮内燃压路机。1953年天津第五机器厂（天津工程机械厂前身）试制成10t三轮蒸汽压路机。目前中国有60多家压路机生产产制造企业。2013年中国国内压路机销量15700台，国内制造企业按销量依次为：徐工、厦工三明、洛阳路通、柳工路面、山推股份以及国机洛建。徐工、山推股份、柳工路面、维特根悍马、卡特山工。 2013年中国压路机销售第一的品种为单钢轮机械式压路机，销量为6346台，占有份额为40.42%。其次是单钢轮全液压，销量为3075台，占有率为19.59%。

## 用途
壓路機可藉由機體本身的重量來壓(利用靜壓力來滾壓)，或利用振動產生額外下壓力。路面施工初期，會利用凸點(padfoot)壓路機將路基壓密，因為凸點的小面積可以達成較大的壓密度。大型公路會採用搭載凸點滾輪和刀板的四輪壓路機(例如Caterpillar 815/825等系列機種)，利用強大的重力、速度與推力來破碎大塊集結的路基材質；在小範圍的路面則會採用小型的單輪凸點壓路機。接著，利用單輪光面壓路機來消除路面突起，並搭配平地機來整平表面。這個階段有時也會使用氣壓輪壓路機，前後交疊的兩列氣壓輪為其特徵。因壓輪具彈性，其推揉力量能更緊密貼合路面，再加上輪子可高低移動，可有效運用在不平整的路面上。
土壤基礎整平後，凸點壓路機便功成身退，改由單\雙輪光面壓路機或氣壓輪壓路機搭配平地機登場，輔以灑水車控制路面溼度，以達成最佳壓密；直到路基壓密後，單輪光面壓路機才會退場。最後柏油鋪設會利用鋪路機及雙輪光面壓路機、三點壓路機或氣壓輪壓路機。三點壓路機過去很常運用於柏油路面(現在仍有在使用)，但目前更多人選用雙輪振動壓路機，它的氣壓輪能將路面揉平至最佳狀態。
壓路機亦用於垃圾掩埋場垃圾的壓實。這些壓路機的輪胎通常有著具有瘤狀的突起，且不用於製造光滑的路面。這些瘤狀突起因其與地面的接觸面積小而有助於壓實路面。

### 變種與特性
- 在一些機具中，滾輪會充水以達到理想的重量，當沒充水時，較輕的機具較容易在工作地點間運送且運費較便宜。
- 額外的壓實工作可能會藉由振動滾輪來完成，這使得較輕較小的機具亦能像較重的機具般表現。
- 滾輪表面可利用壓路機搭載的灑水箱灑水潤濕，以防熱柏油沾黏於滾輪上。
- 人力壓路機可能只有一個滾筒。
- 自力壓路機(Self-propelled rollers)可能有兩個滾筒，其中一個在另一個的前方；它也可能只有一個滾筒，其中後面的滾筒被氣動胎所取代。

## 製造商
| - Aveling-Barford - Bomag - Case CE - 卡特彼勒 - CMI-Terex - Dynapac (阿特拉斯科普柯集团) - Galion | - Hamm - HYPAC - Ingersoll Rand - Ingram Compaction - Lebrero - LeeBoy - Rex | - Mikasa - Multiquip/Rammax - Stone Equipment - SuperPac - Vibromax - Vibromax - Volvo CE |

## 大眾文化中的壓路機

### ACG
日本漫畫JoJo的奇妙冒险第三部中，最終反派DIO企圖藉由壓路機了結對手。
受到上述作品影響，VOCALOID中的鏡音雙子，以壓路機做為其吉祥物。

## 外部連結
- Road Roller Association – UK-based society dedicated to the preservation of steam (and motor) rollers and ancillary road-making equipment.

### 中国国家标准
- GB/T79203.5-2003 《土方机械压路机和回填压实机术语和商业规格》
- GB13328-2005 《压路机通用要求》
- GB/T18148-2000 《压实机械压实性能试验方法》
- GB/T8511-2005 《振动压路机》
- JB/T10473-2005 《轮胎压路机》
- JB/T10472-2005 《光轮压路机》
- JG/T27-1999 《蛙式夯实机》